# Austropsyche bispinosa
Austropsyche bispinosa là một loài Trichoptera trong họ Hydropsychidae. Chúng phân bố ở miền Australasia.